# Summer Magic (EP)
Summer Magic é o segundo extended play especial do grupo feminino sul-coreano Red Velvet. O álbum é comercializado como seu segundo mini-álbum especial de "verão" após The Red Summer, lançado em julho de 2017. Lançado em 6 de agosto de 2018, o álbum contém sete faixas, incluindo a faixa-título "Power Up" e a versão em inglês de "Bad Boy", sendo a primeira canção a ser lançada em inglês.

## Antecedentes e composição
Após o lançamento de seu primeiro extended play japonês, #Cookie Jar, a empresa do grupo SM Entertainment anunciou em julho que Red Velvet lançará seu sexto extended play coreano em agosto. Osen informou que as integrantes terminaram de filmar o videoclipe do single "Power Up" na Província de Gyeonggi em 19 de julho e dias depois, a SM Entertainment revelou que o EP será lançado em 6 de agosto e será chamado Summer Magic.
A faixa-título "Power Up" é descrita pela PopCrush como uma música de ritmo acelerado com uma "melodia que lembra videogames estilo 8 bits", com letras que expressam um tema "trabalhe duro, jogue com mais afinco" e será o segundo single de verão do grupo depois de "Red Flavor". Durante a conferência de imprensa de seu segundo concerto solo 'REDMARE' na arena de handebol do Olympic Park no sudeste de Seul em 5 de agosto, a integrante Yeri comparou a melodia ao som de um jogo de Tetris, afirmando que ela "pensou que é exatamente a música que você deveria ouvir para no verão "desde que é "energizante e pode escutar em segundo plano para dirigir". Enquanto isso, Wendy a comparou ao seu primeiro single de verão, "Red Flavor", lançado em 2017, e admitiu que "não ficou muito impressionada no começo", mas acrescentou: "quanto mais eu ouvia a música, mais energia de um tipo diferente me deu".
O álbum contém seis faixas, incluindo uma versão em inglês de "Bad Boy", que o grupo já havia apresentado pela primeira vez na KCON 2018 em Nova Iorque em junho do mesmo ano. A canção vai marcar o primeiro lançamento em inglês do grupo.

## Lançamento e promoção
Para promover o álbum, uma série de teasers de imagens foi lançada em 29 de julho de 2018 através das contas oficiais de mídia social do grupo. A SM Entertainment também lançou um jogo interativo em seu site oficial. Antes do lançamento oficial do álbum, o grupo apresentou as novas músicas do álbum durante seu segundo concerto 'REDMARE' em 5 de agosto de 2018, revelando-as ao público pela primeira vez.

## Lista de faixas
| N.º            | Título                                                                                                   | Letras         | Música                                                   | Arranjo         | Duração |  |
| 1.             | "Power Up"                                                                                               |                |                                                          |                 | 3:22    |  |
| 2.             | "With You" (hangul: 한 여름의 크리스마스; rr: Han Yeoreum-ui Keuriseumaseu, lit. "A Summer's Christmas") |                |                                                          |                 | 3:27    |  |
| 3.             | "Mr.E" (Kl)                                                                                              |                |                                                          |                 | 3:38    |  |
| 4.             | "Mosquito"                                                                                               |                |                                                          |                 | 3:11    |  |
| 5.             | "Hit That Drum"                                                                                          |                |                                                          |                 | 3:12    |  |
| 6.             | "Blue Lemonade"                                                                                          |                |                                                          |                 | 3:16    |  |
| 7.             | "Bad Boy" (Versão em inglês)                                                                             |                | The Stereotypes Maxx Song Whitney Phillips Yoo Young Jin | The Stereotypes | 3:28    |  |
| Duração total: | Duração total:                                                                                           | Duração total: | Duração total:                                           | Duração total:  | 23:34   |  |